# Pré-Alpes de Bréscia e de Garda
Os Pré-Alpes de Bréscia e de Garda  (em italiano:  Prealpi Bresciane e Gardesane,  onde também são conhecidos por Prealpi Lombarde orientali) são um maciço montanhoso que se encontra na região de Lombardia, e marginalmente nas de Trentino-Alto Ádige e de  Véneto da  Itália. O ponto mais alto é o Monte Cadria com 2254 m.

## Localização
Os Pré-Alpes de Bréscia e de Garda estão rodeados a Norte pelos Alpes Réticos meridionais, e a Oeste pelo Vale Camonica e os Alpes e Pré-Alpes Bergamascos.

## SOIUSA
A Subdivisão Orográfica Internacional Unificada do Sistema Alpesno (SOIUSA) dividiu em 2005 os Alpes em duas grandesPartes: Alpes Ocidentais e Alpes Orientais, separados pela linha formada pelo  Rio Reno - Passo de Spluga - Lago de Como - Lago de Lecco.
A secção alpina dos Pré-Alpes de Bréscia e de Garda é formada pelos Pré-Alpes de Bréscia e pelos Pré-Alpes de Garda.

### Classificação  SOIUSA
Segundo a SOIUSA este acidente geográfico é uma Secção alpina  com as seguintes características:
- Parte = Alpes Orientais
- Grande sector alpino = Alpes Orientais-Sul
- Secção alpina = Pré-Alpes de Bréscia e de Garda
- Código = II/C-30